# Simon Martirosian
Simon Martirosian (en armenio: Սիմոն Մարտիրոսյան; Haikashen, 17 de febrero de 1997) es un deportista armenio que compite en halterofilia.
Participó en dos Juegos Olímpicos de Verano, obteniendo dos medallas, plata en Río de Janeiro 2016 (categoría de 105 kg) y plata en Tokio 2020 (categoría de 109 kg).
Ganó tres medallas en el Campeonato Mundial de Halterofilia entre los años 2018 y 2021, y seis medallas en el Campeonato Europeo de Halterofilia entre los años 2016 y 2025.
En noviembre de 2018 estableció una nueva plusmarca mundial en el total de la categoría de 109 kg (435 kg).

## Palmarés internacional
| Juegos Olímpicos   | Juegos Olímpicos        | Juegos Olímpicos  | Juegos Olímpicos |
| Año                | Lugar                   | Medalla           | Categoría        |
| ------------------ | ----------------------- | ----------------- | ---------------- |
| 2016               | Río de Janeiro (Brasil) | Medalla de plata  | 105 kg           |
| 2020               | Tokio (Japón)           | Medalla de plata  | 109 kg           |
| Campeonato Mundial |                         |                   |                  |
| Año                | Lugar                   | Medalla           | Categoría        |
| 2018               | Asjabad (Turkmenistán)  | Medalla de oro    | 109 kg           |
| 2019               | Pattaya (Tailandia)     | Medalla de oro    | 109 kg           |
| 2021               | Taskent (Uzbekistán)    | Medalla de bronce | 109 kg           |
| Campeonato Europeo |                         |                   |                  |
| Año                | Lugar                   | Medalla           | Categoría        |
| 2016               | Førde (Noruega)         | Medalla de bronce | 105 kg           |
| 2017               | Split (Croacia)         | Medalla de oro    | 105 kg           |
| 2019               | Batumi (Georgia)        | Medalla de oro    | 109 kg           |
| 2023               | Ereván (Armenia)        | Medalla de bronce | +109 kg          |
| 2024               | Sofía (Bulgaria)        | Medalla de plata  | +109 kg          |
| 2025               | Chisináu (Moldavia)     | Medalla de plata  | 109 kg           |